# Oskar Sýkora (právník)
Oskar Sýkora (23. březen 1900 Chrudim – 2. červenec 1979 Halifax) byl advokát v Náchodě a poslanec Zemského národního výboru.

## Život
Jako advokát působil v Náchodě. Byl činný v mnoha oblastech veřejného života, především v čs. straně národně socialistické, za kterou byl 1946 zvolen poslancem českého Zemského národního výboru. V letech 1931-32 nechal se svou ženou Marií postavit na základě projektu architekta Oldřicha Lisky funkcionalistickou rodinnou vilu v Alšově ulici čp. 952 v Náchodě.
Byl též aktivní tenista a sportovní funkcionář.
S manželkou a synem Oskarem (1929–2018) byl nucen utéci v roce 1948 z Československa, aby se vyhnul politické perzekuci. V Kanadě se zapojil do krajanské činnosti.

## Rodina
Byl ženatý s Marií Sýkorovou roz. Slavíkovou, dcerou náchodského advokáta JUDr. Josefa Slavíka, v jehož advokátní kanceláři na Kamenici začínal jako koncipient. Později se stal v advokátní kanceláři partnerem a po odchodu JUDr. Slavíka do penze ji převzal a vedl až do své nucené emigrace v roce 1948. Syn Oskar Sýkora (1929 – 2018) byl česko-kanadský vědec a vysokoškolský pedagog v oboru stomatologie.
Jeho příbuzný JUDr. Vilém Sýkora byl chrudimským advokátem, starostou (1923-1927) a významným funkcionářem Sokola, který byl jako sokolský funkcionář zatčen gestapem a poté zavražděn v koncentračním táboře v Osvětimi.
Jeho otec prof. Oldřich Sýkora nechal postavil Kotěrovu vilu v Chrudimi.

## Aktivity v zahraničí
Byl členem Rady svobodného Československa, členem Společnosti pro vědy a umění v Kanadě. Předsedal montrealské skupině Československého Národního sdružení. V Montrealu a později v Halifaxu psal publikace a přednášel.

## Dílo
Za Sýkorova pobytu v Československu vyšlo:
- Člověk v podnikání (výtahy z přednášek měsíčních schůzí okresní skupiny Ústředního svazu průmyslu v Náchodě v roce 1943; Náchod, Okresní skupina Ústředního svazu průmyslu, 1944
- Ocenění výdělečného majetku průmyslových podniků pro účely daně z majetku (Náchod, nakladatel neznámý1944).

## Vyznamenání
- Croix militaire za pomoc francouzským vojákům, kteří utíkali během druhé světové války přes Náchod na Západ.[zdroj?]